# 마이애미 블루스
《마이애미 블루스》(영어: Miami Blues)는 미국에서 제작된 조지 아미티지 감독의 1990년 네오누아르 블랙 코미디 범죄 드라마 영화이다. 앨릭 볼드윈, 프레드 워드, 제니퍼 제이슨 리 등이 출연하였고, 조너선 데미 등이 제작에 참여하였다.

## 출연
- 앨릭 볼드윈 - 프레더릭 J. 프렝거 주니어 역
- 프레드 워드 - 호크 모즐리 경사 역
- 제니퍼 제이슨 리 - 수지 왜거너 역
- 찰스 네이피어 - 빌 핸더슨 경사 역
- 노라 던 - 일리타 샌체즈 역
- 오바 바바툰데 - 블링크 윌리 역
- 셜리 스톨러 - 이디 월거무스 역
- 폴 글리슨 - 프랭크 래클리 경사 역

## 기타 제작진
- 공동 제작: 케네스 엇, 론 보즈먼
- 배역: 하워드 퓨어
- 미술: 마허 아매드
- 의상: 유지니 바팔루코스

## 우리말 녹음
KBS 성우진 (1996년 7월 13일)
- 이정구 - 주니어 (앨릭 볼드윈)
- 김병관 - 호크 (프레드 워드)
- 임은정 - 수지 (제니퍼 제이슨 리)
- 온영삼
- 문영래
- 성선녀
- 김준
- 성창수
- 정옥주
- 강은영
- 서광재
- 김관진
- 김희선